# Lorenzo Brown
Pour les articles homonymes, voir Brown.
Lorenzo Brown, né le 26 août 1990, est un joueur américano-espagnol de basket-ball. Naturalisé espagnol en 2022, il est international pour son nouveau pays. Brown évolue aux postes de meneur et d'arrière.

## Carrière
Brown est sélectionné à la 52e position à la draft 2013 de la NBA par les Timberwolves du Minnesota. Il participe à la NBA Summer League 2013 avec les Timberwolves.
Le 26 septembre 2013, il signe son premier contrat professionnel avec les Timberwolves. Cependant, le 25 octobre 2013, il est coupé par les Timberwolves.
Le 1er novembre 2013, il rejoint l'équipe d'Armor de Springfield en D-League.
Le 20 novembre 2013, il signe avec les Sixers de Philadelphie. Ce jour-là, il fait ses débuts en NBA en marquant 5 points alors qu'il rentre à 58 secondes de la fin du match. Durant sa première saison, il est envoyé plusieurs fois chez les 87ers du Delaware. Le 14 mars 2014, il est coupé par les Sixers. Le 16 mars 2014, il retourne chez l'Armor de Springfield.
Le 29 juillet 2014, il signe en Italie dans l'équipe de Reyer Maschile Venezia pour la saison 2014-2015. Le 5 septembre 2014, son contrat est rompu avec Venise après avoir échoué aux examens médicaux. Le 25 septembre 2014, il signe avec les Pistons de Détroit. Toutefois, le 20 octobre 2014, il est coupé par les Pistons. Le 1er novembre 2014, il rejoint le Drive de Grand Rapids, l'équipe de D-League affiliée aux Pistons.
Le 28 janvier 2015, il signe un contrat de dix jours avec les Timberwolves. Trois jours plus tard, pour son troisième match, il est titularisé car il est le seul meneur de l'équipe en raison des blessures de Maurice Williams, Zach LaVine et Ricky Rubio. Il est forcé à jouer tout le match hormis cinq secondes lors de la défaite des siens 90 à 106 contre les Cavaliers de Cleveland ; il termine la rencontre avec 9 passes décisives, 6 rebonds et 1 point (à 0/5 aux tirs, 0/1 à trois points et 1/2 aux lancers-francs).
En novembre 2016, Brown signe un contrat jusqu'à la fin de la saison avec l'UNICS Kazan, club russe. Mais son contrat est invalidé car Brown ne réussit pas sa visite médicale. Il signe alors aux Zhejiang Golden Bulls.
Il est coupé, le 7 janvier 2019, par les Raptors de Toronto.
Le 4 août 2019, il s'engage avec l'Étoile rouge de Belgrade.
Au mois de juillet 2020, il signe pour une saison au Fenerbahçe SK dans le championnat turc,.
En juillet 2021, Brown rejoint pour une saison l'UNICS Kazan, club russe de première division. Il participe à l'Euroligue jusqu'à ce que les clubs russes soient exclus et termine deuxième meilleur passeur et quatrième meilleur intercepteur de la compétition.
Fin juin 2022, Brown s'engage pour deux saisons avec le Maccabi Tel-Aviv, club israélien qui participe à l'Euroligue.
Peu après, Brown obtient la nationalité espagnole, pays dans lequel il n'a jamais joué en club.
En juin 2024, il rejoint le champion d'Europe en titre, le Panathinaïkos.

## Palmarès
- Champion d'Europe 2022 avec l'équipe d'Espagne
- Élu dans le cinq majeur du Eurobasket en 2022
- Élu dans le cinq majeur (All-EuroLeague First Team) de l'Euroligue en 2023

- Second-team All-ACC (2013)
- Third-team All-ACC (2012)

## Records sur une rencontre en NBA
Les records personnels de Lorenzo Brown en NBA sont les suivants, :
| Type de statistique        | Saison régulière | Saison régulière        | Saison régulière | Playoffs | Playoffs                 | Playoffs      |
| Type de statistique        | Record           | Adversaire              | Date             | Record   | Adversaire               | Date          |
| -------------------------- | ---------------- | ----------------------- | ---------------- | -------- | ------------------------ | ------------- |
| Points                     | 13               | Thunder d'Oklahoma City | 15 avril 2015    | 3        | 2 fois                   | 2 fois        |
| Paniers marqués            | 6                | Thunder d'Oklahoma City | 15 avril 2015    | 1        | 3 fois                   | 3 fois        |
| Paniers tentés             | 11               | 2 fois                  | 2 fois           | 5        | @ Wizards de Washington  | 20 avril 2018 |
| Paniers à 3 points réussis | 2                | 2 fois                  | 2 fois           | 1        | 2 fois                   | 2 fois        |
| Paniers à 3 points tentés  | 5                | 2 fois                  | 2 fois           | 2        | 2 fois                   | 2 fois        |
| Lancers francs réussis     | 3                | Celtics de Boston       | 28 janvier 2015  | 1        | @ Cavaliers de Cleveland | 7 mai 2018    |
| Lancers francs tentés      | 4                | Celtics de Boston       | 28 janvier 2015  | 2        | @ Cavaliers de Cleveland | 7 mai 2018    |
| Rebonds offensifs          | 3                | Nets de Brooklyn        | 16 mars 2015     | 1        | @ Wizards de Washington  | 20 avril 2018 |
| Rebonds défensifs          | 8                | Lakers de Los Angeles   | 25 mars 2015     | 3        | @ Cavaliers de Cleveland | 7 mai 2018    |
| Rebonds totaux             | 9                | Lakers de Los Angeles   | 25 mars 2015     | 3        | 2 fois                   | 2 fois        |
| Passes décisives           | 9                | Cavaliers de Cleveland  | 31 janvier 2015  | 1        | 2 fois                   | 2 fois        |
| Interceptions              | 3                | 7 fois                  | 7 fois           | -        | -                        | -             |
| Contres                    | 2                | 3 fois                  | 3 fois           | 1        | @ Wizards de Washington  | 20 avril 2018 |
| Balles perdues             | 5                | 2 fois                  | 2 fois           | 1        | @ Wizards de Washington  | 20 avril 2018 |
| Minutes jouées             | 48               | Cavaliers de Cleveland  | 31 janvier 2015  | 12       | @ Wizards de Washington  | 20 avril 2018 |

- Double-double : 0
- Triple-double : 0